# Road Tapes, Venue 1
Road Tapes, Venue #1 è un doppio album dal vivo del musicista statunitense Frank Zappa, pubblicato postumo nel 2012.

## Tracce

### Disco 1
1. The Importance of an Earnest Attempt (By Hand)
2. Help, I'm a Rock/Transylvania Boogie
3. Flopsmash Musics
4. Hungry Freaks, Daddy
5. The Orange County Lumber Truck
6. The Rewards of a Career in Music

### Disco 2
1. Trouble Every Day
2. Shortly: Suite Exists of Holiday in Berlin Full Blown
3. Pound for a Brown
4. Sleeping in a Jar
5. Oh, in the Sky
6. Octandre
7. King Kong